# Asura moluccensis
Asura moluccensis là một loài bướm đêm thuộc phân họ Arctiinae, họ Erebidae.